# Latrape
Latrape é uma comuna francesa na região administrativa de Occitânia, no departamento de Alta Garona. Estende-se por uma área de 19,08 km². Em 2010 a comuna tinha 382 habitantes (densidade: 20 hab./km²).